# TCP/IP
TCP/IP протокол стек је скуп протокола развијен да омогући умреженим рачунарима да деле ресурсе путем мреже. Развијен је од стране агенције DARPA у оквиру ARPANET-a раних 1970-их. У периоду од јуна 1987. до јуна 1998. више од 300 различитих произвођача имало је производе који су подржавали TCP/IP протоколе, а постојало је на десетине хиљада мрежа, различитих величина и типова, који су их користили. Њихов број се из дана у дан повећава, што је најбољи пример значаја TCP/IP-a у рачунарским телекомуникацијама.
Имплементација слојева за одређену апликацију формира стек протокола. Од најнижег до највишег, слојеви су слој везе, који садржи методе комуникације за податке који остају унутар једног мрежног сегмента (линка); интернетски слој, који обезбеђује умрежавање између независних мрежа; транспортни слој, који рукује комуникацијом између хостова; и слој апликације, који обезбеђује размену података од процеса до процеса за апликације.
Техничке стандарде који су у основи пакета Интернет протокола и његових саставних протокола одржава Радна група за интернетски инжењеринг (IETF). Пакет интернетског протокола претходи ОСИ моделу, свеобухватнијем референтном оквиру за опште мрежне системе.

## Историјат
Схватању TCP/IP-a и његове улоге на прави начин доприноси познавање историје интернета и идеја на којима је заснован. Први радови појављују се почетком 1960-их година и углавном су везани за истраживања на МИТ-у (Massachusetts Institute of Technology). АРПА (Advanced Research Project Agency) 1966. ангажује Робертса да развије пројекат компјутерске мреже, који убрзо објављује први план. („Multiple computer Network and Intercomputer communication“). Исте године, састају се три тима која су независно један од дугог дошли на идеју и развијала концепт пакетне мреже (packet switched network). 
- Ленард Клајнрок - МИТ
- Пол Баран - РАНД
- Доналд Дејвис - НПЛ (Енглеска)

Мрежа је требало да буде пакетна, у смислу да се податак не шаље у једном делу, већ се дели на више мањих целина (пакета). Предности су вишеструке:
- Пакети би од једног до другог рачунара могли да се крећу различитим путањама (рутама), погодност су повећање брзине преноса информације и у случају пресретања.
- Бољи квалитет конекције
- Више корисника би могло комуницирати путем истог линка тако што би слали пакете наизменично.
- Повезивањем рачунара на тај један линк, била би оформљена најједноставнија мрежа.

Други циљ који је требало да оствари таква мрежа је децентрализација. Наиме, све до тада је постојала мрежа која је зависила од једног, централног рачунара са којим су остали повезани. Дакле, он је представљао део мреже чијим би кваром дошло до пада целе мреже. Било је потребно оформити такву мрежу у којој би сви рачунари били међусобно повезани и равноправни, и у том случају кваром појединих елемената мреже комуникација не би била прекинута, већ би се наставила преко преосталих рачунара. 
Протокол који се користио при преносу података у овој мрежи био је NCP (Network Control Protocol). Потребом за повезивањем више мрежа у једну, јавља се идеја мреже као отворене архитектуре, односно мреже која би се састојала од више одвојених мрежа, које су различито дизајниране и развијене. NCP протокол није имао могућност адресирања тих мрежа, а исто тако ни самих рачунара унутар њих. У случају грешака при транспорту пакета NCP ослањао се на саму мрежу (АРПАНЕТ) да обезбеди поузданост. Ако би се којим случајем десило да неки пакет буде изгубљен долазило би до прекида комуникације. У овом свом моделу, NCP протокол није имао контролу грешке.
Боб Кан (Bob Kahn) је одлучио да развије нов протокол који ће изаћи у сусрет мрежи као отвореној архитектури. Требало је да буде такав да задовољи следеће тачке:
- Комуникација би се одвијала по моделу услуге који се назива најбољом могућом (best effort). У случају да пакет не досегне дестинацију покренуо би се алгоритам који би омогућио да се тај пакет накнадно пошаље, без прекидања комуникације.
- Увела би се контролна-сума (checksum), при поновном спајању пакета у фајл и детекцији дупликата.
- Потреба за глобалним адресирањем
- Технике контрола тока (flow control).

Оригиналан Канов и Церфов (Vint Cerf) рад, описивао је један протокол назван TCP. Овај протокол је подржавао низ транспортних и прослеђујућих сервиса и обезбеђивао је врло поуздан транспорт података. Већ у почецима се показао као добар при трансферу фајлова, али показивао је недостатке при раду са неким мрежним апликацијама, а посебно при раду са packet voice-ом из 1970-е, што је показало да у неким случајевима губици пакета не би требало да буду кориговани него остављени апликацији да се носи са њима. То је довело до реорганизације оригиналног TCP протокола, у три нова, један једноставан протокол  који би био задужен за адресирање и прослеђивање појединих пакета, одвојеног TCP протокола који би подржавао сервисе као што су контрола тока и подршка у случају губитка пакета. А, за оне апликације којој нису били потребни сервиси TCP протокола, уведен је нови UDP протокол који је имао за циљ да обезбеди директан приступ сервисима -а. Од 1973. TCP/IP се развија и обезбеђује комуникацију између засебних мрежа, успостављају се мреже између универзитета. Ускоро долази и до појаве Етернета који омогућава развој локалних мрежа, тзв. ЛАН мрежа и САТНЕТ-а, мреже која преко сателита повезује САД и Европу. АРПАнет се дели 1983. на два сегмента: војну мрежу МИЛНЕТ и јавни део АРПАнет. Исте године се престаје са употребом NCP протокола и сви повезани у ову мрежу бивају обавезни да се пребаце на нови сет протокола TCP/IP. Од тада па на даље долази до непрестаног развоја мреже у оно што се данас зове Интернет.